# Pakistan ai Giochi della XIX Olimpiade
Il Pakistan partecipò ai Giochi della XIX Olimpiade che si sono svolti a Città del Messico dal 12 al 27 ottobre 1968, con una delegazione di 15 atleti: i 13 membri della squadra di hockey su prato e due lottatori. Portabandiera fu il capitano della squadra di hockey Tariq Aziz, alla sua seconda Olimpiade. La squadra pakistana, alla sesta partecipazione ai Giochi, conquistò la medaglia d'oro nell'hockey su prato bissando il successo di 8 anni prima a Roma.

## Medaglie
| Medaglia | Atleta | Sport           | Evento   |
| -------- | --- | --------------- | -------- |
| Oro      | Zakir Hussain Tanvir Dar Tariq Aziz Saeed Anwar Riaz Ahmed Gulraiz Akhtar Khalid Mahmood Ashfaq Ahmed Tariq Niazi Muhammad Asad Malik Jahangir Butt Riaz ud-Din Abdul Rashid | Hockey su prato | Maschile |